# Jennings (Missouri)
Jennings ist eine Stadt mit dem Status „City“ im St. Louis County im US-Bundesstaat Missouri. Das U.S. Census Bureau hat bei der Volkszählung 2020 eine Einwohnerzahl von 12.895 ermittelt.

## Geographie
Die Koordinaten von Jennings liegen bei 38°43'16" nördlicher Breite und 90°15'41" westlicher Länge.
Nach Angaben der United States Census 2010 erstreckt sich das Stadtgebiet von Jennings über eine Fläche von 9,58 Quadratkilometer (3,7 sq mi). Die Stadt liegt 21 km westlich von St. Louis.

## Bevölkerung
Nach der United States Census 2010 lebten in Jennings 14.712 Menschen verteilt auf 5847 Haushalte und 3782 Familien. Die Bevölkerungsdichte betrug 1535,7  Einwohner pro Quadratkilometer (3976,2/sq mi).
Die Bevölkerung setzte sich 2010 aus 8,5 % Weißen, 89,8 % Afroamerikanern, 0,2 % Asiaten, 0,1 % amerikanischen Ureinwohnern, 0,2 % aus anderen ethnischen Gruppen und 1,1 % stammten von zwei oder mehr Ethnien ab.
In 36,4 % der Haushalten lebten Personen unter 18 Jahre und in 10,4 % Menschen die 65 Jahre oder älter waren. Das Durchschnittsalter betrug 35,2 Jahre und 44,5 % der Einwohner waren Männlich.

## Belege
1. ↑  Explore Census Data Total Population in Jennings city, Missouri. Abgerufen am 2. Februar 2023.
2. ↑   United States Census
3. ↑   American Fact Finder